# Only Inhuman
Only Inhuman – drugi studyjny album zespołu Sonic Syndicate. Producentem albumu jest Jonas Kjellgren, gitarzysta szwedzkiego zespołu melodic death metalowego Scar Symmetry.

## Lista utworów
1. "Aftermath" - 4:10
2. "Blue Eyed Fiend" - 3:52
3. "Psychic Suicide" - 3:53
4. "Double Agent 616" - 3:54
5. "Enclave" - 4:10
6. "Denied" - 3:52
7. "Callous" - 3:52
8. "Only Inhuman" - 4:13
9. "All About Us" (cover t.A.T.u.)- 2:48
10. "Unknown Entity" - 3:54
11. "Flashback" - 3:39
12. "My Soul in Black" (bonus track na japońskiej edycji albumu) - 3:38
13. "Freelancer" (bonus track na limitowanej edycji albumu) - 3:45

## Twórcy
- Richard Sjunnesson – wokal
- Roland Johansson – wokal
- Roger Sjunnesson – gitara
- Robin Sjunnesson – gitara
- Karin Axelsson – gitara basowa
- John Bengtsson – perkusja

gościnnie wystąpił
- Jonas Kjellgren - keyboard/produkcja

## Single
- Denied - wyd.2007
- Enclave - wyd.2007